# Molí de Baix (Cabanelles)
El Molí de Baix és una obra de Cabanelles (Alt Empordà) inclosa a l'Inventari del Patrimoni Arquitectònic de Catalunya.

## Descripció
Situat al nord-oest del nucli urbà de la població de Cabanelles, en el veïnat de Solà de Badós, al nord de Sant Martí de Sesserres.
Edifici aïllat format per diversos cossos adossats que li proporcionen una planta força irregular. El volum principal presenta la coberta de teula de dos vessants i està distribuït en planta baixa i pis. Presenta obertures rectangulars i d'arc rebaixat, bastides en maons i pedra. La façana principal, orientada a llevant, compta amb un cos rectangular adossat amb teulada de dos aiguavessos, i que consta de planta baixa i pis. Al nivell inferior presenta dos arcs de mig punt que formen un passadís des del que es pot accedir a la part de tramuntana de la construcció. Al pis destaca una galeria d'arcs de mig punt amb barana d'obra del tipus gelosia. La façana de tramuntana del conjunt presenta, a la planta baixa, la prolongació del passadís anterior mitjançant tres arcs de mig punt més bastits en pedra. Al pis, les obertures són rectangulars i tenen els emmarcaments arrebossats. A l'extrem de ponent del parament destaca una torre de planta circular bastida en pedra sense treballar, disposada regularment. Presenta dos cossos superposats de diferent mesura, l'inferior a mode de basament rematat per un voladís de teula àrab i el superior, més esvelt, rematat per un coronament emmerletat bastit en maons i sostingut per petites mènsules de pedra. Les obertures són rectangulars amb els emmarcaments bastits en maons. Adossat a la façana de migdia del conjunt destaca un cos rectangular organitzat en un sol nivell, cobert per una terrassa a la que s'accedeix des del primer pis de l'edifici principal. Presenta un gran portal d'accés d'arc rebaixat orientat a la banda de llevant. La terrassa està delimitada per una barana d'obra amb gelosia. Tots els cossos que integren la construcció presenten ràfecs a mode de revoltons, arrebossats i emblanquinats, en la línia divisòria dels diferents nivells que integren cada volum.
La construcció combina els paraments bastits en pedra sense treballar i d'altres arrebossats i pintats.

## Història
Segons el Pla Especial d'identificació i regulació de masies i cases rurals aprovat a les Normes Subsidiàries de Cabanelles (setembre 2001), el Molí de Baix és una construcció del 1700 amb reformes integrals l'any 1941 i 1988.